# William Harris Ashmead
William Harris Ashmead est un entomologiste américain, né le 19 septembre 1855 à Philadelphie et mort le 17 octobre 1908 à Washington D.C..

## Biographie
Après des études à Philadelphie, il entre dans la maison d'édition J.B. Lippincott Co. Plus tard, il s'installe en Floride où il fonde sa propre maison d'édition consacrée à l'agriculture.
Il lance également le Florida Dispatch, un hebdomadaire agricole où il tient une rubrique consacrée aux insectes nuisibles. En 1879, il commence à faire paraître des articles dans des publications scientifiques et, en 1887, il devient entomologiste de terrain pour le compte du ministère de l'Agriculture de Floride.
L'année suivante, il devient entomologiste à la Station de recherche et d'expérimentation agricole de Lake City (Floride). En 1889, il travaille à nouveau pour le ministère de l'Agriculture. L'année suivante, et durant deux ans, il voyage, notamment en Allemagne, pour parfaire sa formation entomologique.
En 1895, il obtient le poste de conservateur assistant au département d'entomologie du National Museum of Natural History, fonction qu'il occupera jusqu'à sa mort.
C'est principalement un systématicien qui travaille sur de nombreux groupes d'insectes et publie environ 260 articles dans diverses revues scientifiques.

## Source
- Edward Oliver Essig (1931). A History of Entomology. Mac Millan (New York) : vii + 1029 p.